# Drosophila kweichowensis
Drosophila kweichowensis är en tvåvingeart som beskrevs av Tan, Hsu och Mao-Ling Sheng 1949. Drosophila kweichowensis ingår i släktet Drosophila och familjen daggflugor.
Artens utbredningsområde är provinsen Guizhou i Kina.